# Styloleptus atrovittatus
Styloleptus atrovittatus es una especie de escarabajo longicornio del género Styloleptus, tribu Acanthocinini, subfamilia Lamiinae. Fue descrita científicamente por Fisher en 1925.

## Descripción
Mide 4,2-9,2 milímetros de longitud.

## Distribución
Se distribuye por Cuba y República Dominicana.